# 老城街道 (商水县)
老城街道，是中华人民共和国河南省周口市商水县下辖的一个乡镇级行政单位。

## 行政区划
老城街道下辖以下地区：
魁楼社区、卧龙社区、南菜园社区、溵川社区、城隍庙社区、文昌社区、花园社区、董欢村、龙王庙村、曹营村、曾庄村、顾楼村和梁庄村。